# 盧氏谷鱂
盧氏谷鱂，為輻鰭魚綱鯉齒目鯉齒亞目谷鱂科谷鱂屬的其中一種，為熱帶淡水魚，分布於中美洲墨西哥帕努科河流域，體長可達8公分，棲息在底中層水域，生活習性不明。